# Franz Horacek

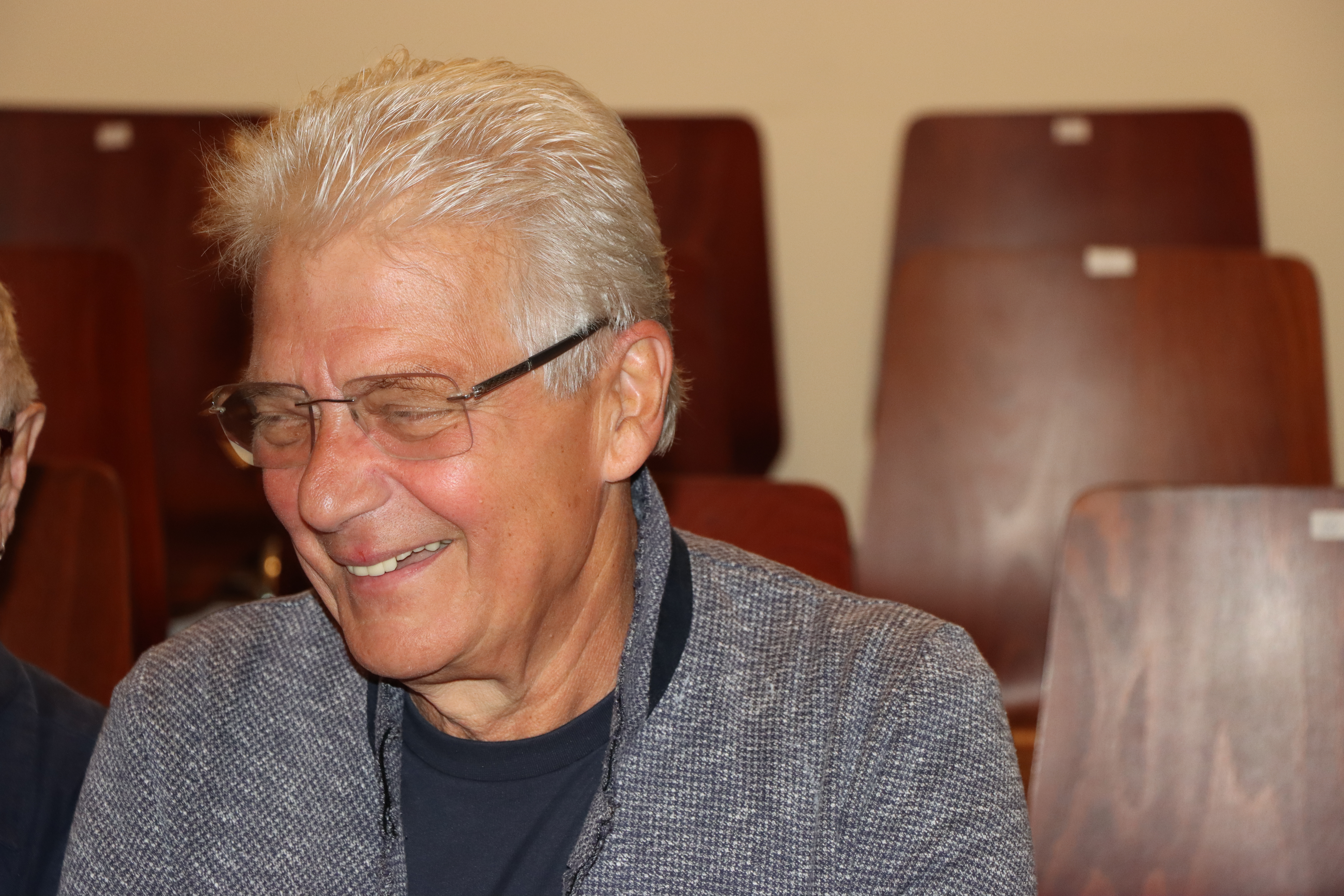
Franz Horacek

Franz Horacek (* 1947 in Wien) ist ein österreichischer Musiker (Kontrabass, Gesang, Komposition) und Interpret von Wienerliedern.

## Leben
Horacek nahm Gitarre- und Kontrabassunterricht an den Musikschulen Brigittenau und Alsergrund sowie Kontragitarre bei verschiedenen Lehrern. Von Beginn an musizierte er in diversen Tanzkapellen und spielte in mehreren Wienerliedgruppierungen. 1975 wurde er parallel zu seinem anfänglichen Brotberuf als Techniker bei Wien Energie Berufsmusiker. Zunächst trat er als Tischmusikant in verschiedenen Heurigenlokalen auf und erhielt bald gemeinsam mit Walter Maier ein fixes Engagement beim Heurigen Mayer am Pfarrplatz in Wien-Heiligenstadt.
1986 begann Horacek, Wienerlieder selbst zu texten und zu komponieren. Seit 1994 geht er mit seinen Programmen auf Tourneen, die ihn bis nach Ostasien führten. 2001 gründete er gemeinsam mit Alfred Gradinger (Akkordeon) und Hans Radon (Gitarre) das Trio Wien, in dem er den Kontrabasspart übernahm. Dieses Ensemble widmet sich in erster Linie dem Wienerlied, das es mit Elementen von Swing und Evergreens verbindet. Ohne Radon tritt das Ensemble auch als Duo Horacek & Gradinger auf.
Mit Herbert Bäuml und Rudolf Koschelu nahm er die CD Echt Wien mit Texten von Gerhard Blaboll auf. Dieses Projekt war so erfolgreich, dass ein weiteres Album, Wien Heute, nach Blaboll-Texten entstand, die er mit Andreas Warmuth aufnahm. Gemeinsam mit Bäuml und Blaboll tritt er regelmäßig im Trio Bäuml-Blaboll-Horacek auf. Weiterhin arbeitete er mit Jazz Gitti, Karl Merkatz und anderen zusammen.
Horacek ist einer der gefragtesten Kontragitarristen Wiens und Teilnehmer viele Wienerlied-Festivals. Für seine Verdienste um das Wiener Lied wurde ihm 2012 das Goldene Verdienstzeichen des Landes Wien verliehen.